# Profvoetballer van het Jaar 2003
Het Belgische gala van de Profvoetballer van het Jaar 2003 werd georganiseerd op 19 mei 2003 in het casino in Knokke. Timmy Simons van Club Brugge werd voor de eerste keer verkozen.

## Winnaars
De 27-jarige Timmy Simons pakte in 2003 de landstitel met Club Brugge. Hij was als stofzuiger op het middenveld niet alleen de opvolger van boegbeeld Franky Van der Elst, hij toonde zich op het middenveld ook vaak een van de sterkhouders van het team. Simons stond bekend om zijn regelmaat. Het had hem eerder ook al de Gouden Schoen opgeleverd. Simons' doelman en trainer vielen ook in de prijzen. Dany Verlinden werd voor de tweede keer Keeper van het Jaar, Trond Sollied voor het eerst Trainer van het Jaar. Simons zelf kreeg ook de Fair-Playprijs.
Davy De Beule, die het tot de nationale ploeg schopte en met KSC Lokeren een Europees ticket veroverde, werd uitgeroepen tot Jonge Profvoetballer van het Jaar. Frank De Bleeckere werd voor de vierde opeenvolgende keer uitgeroepen tot beste scheidsrechter en deed zo beter dan voorgangers Frans Van Den Wijngaert en Guy Goethals. Zijn verkiezing was ditmaal enigszins verrassend. De topper tussen Club Brugge en Anderlecht van 7 december 2002 was immers stevig uit de hand gelopen. De Bleeckere trok in dat duel drie rode kaarten.

## Uitslag

### Profvoetballer van het Jaar
| Nr. | Land                              | Winnaar           | Club              | Ptn. |
| --- | --------------------------------- | ----------------- | ----------------- | ---- |
| 1.  | Vlag van België                   | Timmy Simons      | Club Brugge       | 340  |
| 2.  | Vlag van Ivoorkust                | Aruna Dindane     | RSC Anderlecht    | 209  |
| 3.  | Vlag van Joegoslavië              | Nenad Jestrović   | RSC Anderlecht    | 101  |
| 4.  | Vlag van België                   | Wesley Sonck      | KRC Genk          | 99   |
| 5.  | Vlag van België                   | Danny Boffin      | Sint-Truidense VV | 95   |
| 6.  | Vlag van IJsland                  | Rúnar Kristinsson | KSC Lokeren       | 94   |
| 7.  | Vlag van België                   | Thomas Buffel     | Feyenoord         | 80   |
| 8.  | Vlag van België · Vlag van Italië | Walter Baseggio   | RSC Anderlecht    | 61   |
| 9.  | Vlag van Slovenië                 | Nastja Čeh        | Club Brugge       | 55   |
| 10. | Vlag van België                   | Cédric Roussel    | RAEC Mons         | 46   |

### Keeper van het Jaar
| Nr. | Land                 | Winnaar             | Club               | Ptn. |
| --- | -------------------- | ------------------- | ------------------ | ---- |
| 1.  | Vlag van België      | Dany Verlinden      | Club Brugge        | 355  |
| 2.  | Vlag van België      | Frédéric Herpoel    | AA Gent            | 287  |
| 3.  | Vlag van Tsjechië    | Daniel Zitka        | RSC Anderlecht     | 247  |
| 4.  | Vlag van België      | Yves Vanderstraeten | Lierse SK          | 152  |
| 5.  | Vlag van België      | Dimitri Habran      | KV Mechelen        | 85   |
| 6.  | Vlag van Joegoslavië | Dušan Belić         | Sint-Truidense VV  | 71   |
| 7.  | Vlag van Slovenië    | Mladen Dabanovič    | KSC Lokeren        | 58   |
| 8.  | Vlag van Frankrijk   | Bertrand Laquait    | Sporting Charleroi | 54   |
| 9.  | Vlag van België      | Geert De Vlieger    | Willem II          | 51   |
| 10. | Vlag van Uruguay     | Fabián Carini       | Standard Luik      | 46   |

### Trainer van het Jaar
| Nr. | Land               | Winnaar           | Club               | Ptn. |
| --- | ------------------ | ----------------- | ------------------ | ---- |
| 1.  | Vlag van Noorwegen | Trond Sollied     | Club Brugge        | 528  |
| 2.  | Vlag van België    | Emilio Ferrera    | Lierse SK          | 365  |
| 3.  | Vlag van België    | Paul Put          | KSC Lokeren        | 329  |
| 4.  | Vlag van België    | Hugo Broos        | RSC Anderlecht     | 195  |
| 5.  | Vlag van België    | Jacky Mathijssen  | Sint-Truidense VV  | 137  |
| 6.  | Vlag van België    | Marc Grosjean     | RAEC Mons          | 62   |
| 7.  | Vlag van Nederland | Sef Vergoossen    | KRC Genk           | 57   |
| 8.  | Vlag van België    | Dante Brogno      | Sporting Charleroi | 44   |
| 9.  | Vlag van België    | Herman Helleputte | KSK Beveren        | 42   |
| 10. | Vlag van België    | Jan Ceulemans     | KVC Westerlo       | 33   |

### Jonge Profvoetballer van het Jaar
| Nr. | Land                  | Winnaar           | Club               | Ptn. |
| --- | --------------------- | ----------------- | ------------------ | ---- |
| 1.  | Vlag van België       | Davy De Beule     | KSC Lokeren        | 296  |
| 2.  | Vlag van Sierra Leone | Paul Kpaka        | Germinal Beerschot | 185  |
| 3.  | Vlag van België       | Stein Huysegems   | Lierse SK          | 179  |
| 4.  | Vlag van Guinee       | Sambegou Bangoura | KSC Lokeren        | 138  |
| 5.  | Vlag van België       | Kevin Vandenbergh | KRC Genk           | 98   |
| 6.  | Vlag van België       | Jonathan Walasiak | Standard Luik      | 82   |
| 7.  | Vlag van Ivoorkust    | Yaya Touré        | KSK Beveren        | 76   |
| 8.  | Vlag van België       | Jelle Van Damme   | Ajax               | 74   |
| 9.  | Vlag van Ivoorkust    | Arouna Koné       | Lierse SK          | 67   |
| 10. | Vlag van Tsjechië     | Martin Kolář      | RSC Anderlecht     | 62   |

### Scheidsrechter van het Jaar
| Nr. | Land            | Winnaar            | Ptn. |
| --- | --------------- | ------------------ | ---- |
| 1.  | Vlag van België | Frank De Bleeckere | 361  |
| 2.  | Vlag van België | Paul Allaerts      | 269  |
| 3.  | Vlag van België | Johan Verbist      | 187  |
| 4.  | Vlag van België | Amand Ancion       | 122  |
| 5.  | Vlag van België | Eric Blareau       | 109  |

### Fair-Playprijs
| Nr. | Land            | Winnaar        | Club              |
| --- | --------------- | -------------- | ----------------- |
| 1.  | Vlag van België | Timmy Simons   | Club Brugge       |
| 2.  | Vlag van België | Dany Verlinden | Club Brugge       |
| 3.  | Vlag van België | Danny Boffin   | Sint-Truidense VV |